# باول جي. غافني الثاني
باول جي. غافني الثاني (بالإنجليزية: Paul G. Gaffney II)‏ هو ضابط أمريكي، ولد في 30 مايو 1946 في أتلبورو في الولايات المتحدة.